# Brian Carney
Pour les articles homonymes, voir Carney.

a Compétitions nationales et continentales officielles uniquement.

b Matchs officiels uniquement.
Dernière mise à jour le 15 avril 2023.
Brian Carney, né le 23 juillet 1976 à Cork (Irlande), est un joueur de rugby à XV et de rugby à XIII irlandais.  Débutant sa carrière à XIII, il représente l'Irlande et la Grande-Bretagne au niveau international, et joue en club en Super League et en National Rugby League. Entre 2007 et 2009, il fait un passage à XV, rejoignant la province du Munster Rugby et joue brièvement en équipe d'Irlande. Il termine ensuite sa carrière à XIII, avec les Warrington Wolves en 2009.

## En équipe nationale

### Rugby à XIII
Il compte 8 sélections pour l'équipe d'Irlande de rugby à XIII et 14 pour la Grande-Bretagne.

### Rugby à XV
Il a honoré sa première cape internationale en équipe d'Irlande le 26 mai 2007 contre l'équipe d'Argentine.
Il fait partie du groupe retenu pour la Coupe du monde 2007, mais ne joue aucun match.

## Palmarès

### Rugby à XV
- 4 sélections en équipe d'Irlande
- 1 essai (5 points)
- Sélections par années : 4 en 2007